# Pereiro
Pereiro là một đô thị thuộc bang Ceará, Brasil. Đô thị này có diện tích 432,881 km², dân số năm 2007 là 15681 người, mật độ 36,22 người/km².